# Allodia anglofennica
Allodia anglofennica är en tvåvingeart som beskrevs av Edwards 1921. Allodia anglofennica ingår i släktet Allodia och familjen svampmyggor. Arten är reproducerande i Sverige. Inga underarter finns listade i Catalogue of Life.